# Eldar Alexandrowitsch Rjasanow

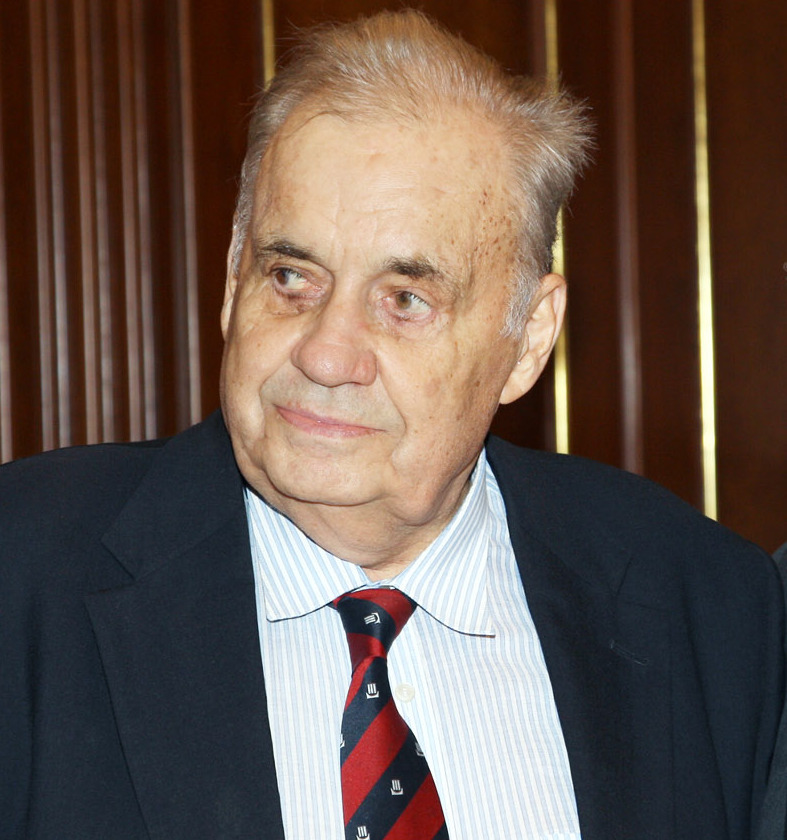
Eldar Rjasanow (2008)

Eldar Alexandrowitsch Rjasanow (russisch Эльдар Александрович Рязанов, wiss. Transliteration Ėl'dar Aleksandrovič Rjazanov; * 18. November 1927 in Samara; † 30. November 2015 in Moskau) war ein russischer Filmregisseur.

## Leben
Eldar Rjasanow wurde 1927 in Samara geboren. Er besuchte die Regie-Fakultät des Staatlichen Kinematografie-Instituts der Sowjetunion. Nach Beendigung des Studiums arbeitete er im Zentralen Dokumentarfilm-Studio (Zentralnaja Studija Dokumentalnych Filmow) und drehte zahlreiche Dokumentar- und Landschaftsfilme, darunter den Film Die Insel Sachalin (Ostrow Sachalin), der 1955 in Cannes ausgezeichnet wurde. Neben seiner Tätigkeit als Regisseur war er auch Schriftsteller, Liedtexter, Drehbuchautor und Fernsehmoderator. In der Sowjetunion und ihren Nachfolgestaaten wurde er vor allem durch seine populären Filmkomödien, die eine satirische Sicht auf das sowjetische beziehungsweise russische Alltagsleben zeigen, bekannt. Zu den bekanntesten gehören hier Ironie des Schicksals von 1975 mit Andrei Mjagkow und Barbara Brylska in den Hauptrollen sowie Bahnhof für zwei aus dem Jahr 1982.
Obschon nur einer seiner Filme von der Zensur verboten worden war, erzählte er nach 1991, wie ihn die Angst vor den Behörden dominiert hätte. In der Schlussphase seines Lebens hatte er sich gegen die Tendenz zum Totalitären in Russland gewandt und den „Kongress gegen Krieg, Selbstisolation und Totalitarismus“ unterstützt sowie die Militärintervention gegen die Ukraine verurteilt.

## Filmografie
- 1956: Nun schlägt's 13! (Karnevalsnacht, Karnavaľnaja noč)
- 1957: Devuška bez adresa
- 1961: Kak sozdavalsja Robinzon
- 1961: Čelovek niotkuda
- 1962: Husarenballade (Gusarskaya ballada)
- 1964: Dajte žalobnuju knigu
- 1966: Vorsicht, Autodieb! (Beregis' avtomobilja)
- 1968: Zigzag udači
- 1971: Stariki-razbojniki
- 1974: Die unglaubwürdigen Abenteuer der Italiener in Russland (Neverojatnye priključenija itaľjancev v Rossii)
- 1975: Ironie des Schicksals (Ironija suďby, ili S lëgkim parom!) (TV)
- 1977: Liebe im Büro (Sluschebny roman)
- 1980: Die Garage (Garaž)
- 1980: O bednom gusare zamolvite slovo
- 1983: Bahnhof für zwei (Вокзал для двоих)
- 1984: Eine bittere Romanze (Жестокий романс)
- 1987: Vergessene Melodie für Flöte (Забытая мелодия для флейты)
- 1988: Liebe Jelena Sergejewna (Dorogaja Elena Sergeevna)
- 1991: Das verheißene Paradies (Nebesa obetovannye)
- 1993: Predskazanie
- 1996: Ein liebenswerter Tolpatsch (Privet, duralei!)
- 2000: Starye kljači
- 2000: Tichie omuty
- 2002: Ključ ot spaľni
- 2006: Karnavaľnaja noč II
- 2006: Andersen. Žizn' bez ljubvi

## Auszeichnungen
- 1958: erster Preis im Bereich Komödie des Allunionsfilmfestivals der UdSSR
- 1974: Titel Volkskünstler der RSFSR
- 1977: Staatspreis der UdSSR
- 1979: Staatspreis der RSFSR
- 1983: Sonderpreis des Allunionsfilmfestivals der UdSSR
- 1984: Titel Volkskünstler der UdSSR (Narodnyj Artist SSSR)
- 1990: Namensgeber für den Asteroiden (4258) Ryazanov
- 1991: Nika-Preis in der Kategorie Beste Regie
- 1991: Nika-Preis in der Kategorie Bester Spielfilm
- 2005: Preisträger des Kunstpreises von Zarskoje Selo
- 2008: Verdienstorden für das Vaterland